# Вест (Тексас)
Вест (енгл. West) град је у америчкој савезној држави Тексас. По попису становништва из 2010. у њему је живело 2.807 становника.

## Демографија
Према попису становништва из 2010. у граду је живело 2.807 становника, што је 115 (4,3%) становника више него 2000. године.
| Група             | 2000.         | 2010.         |
| Белци             | 2.327 (86,4%) | 2.285 (81,4%) |
| Афроамериканци    | 113 (4,2%)    | 99 (3,5%)     |
| Азијати           | 2 (0,1%)      | 4 (0,1%)      |
| Хиспаноамериканци | 219 (8,1%)    | 387 (13,8%)   |
| Укупно            | 2.692         | 2.807         |